# 西根神社
西根神社（にしねじんじゃ）は福島県福島市飯坂町湯野高畑に鎮座する神社。

## 特徴
江戸時代初期に西根堰の開削に尽力した佐藤新右衛門と古川善兵衛の二人を祀っている。付近一帯を潤し、農業発展の礎となった西根堰の用水に感謝した農民が二人の徳を称えるため、西根郷33ヶ村4,231名の発願で、明治20年に建立された。秋季祭礼は、9月14日に行われる。境内は1792年（寛政4年）から明治時代にかけて刈谷藩の陣屋であった土地である。西側には石碑が立ち並んでおり、いずれも古川善兵衛の功をたたえるものである。西根堰上堰取水口付近の穴原地区にあったものや、飯坂温泉街にある稲荷屋旅館の屋敷内に建てられていたものも移設されている。
境内には高畑天満宮（たかはたてんまんぐう）も祀られており、高畑の天神様と呼ばれ地元で親しまれている。1月13日～16日、4月27日に「うそかえ祭」が行われ、延べ数万人が期間中に訪れ、無病息災や学業成就にご利益があるとされる木彫の鷽を買い求める。

## 年中行事
| 日付        |                                               |
| ----------- | --------------------------------------------- |
| 1月1日～3日 | 初詣                                          |
| 1月中頃     | 西根神社「どんと祭」 高畑天満宮「うそかえ祭」 |
| 5月3日      | 春季大祭                                      |
| 9月14日     | 秋季大祭                                      |
| 12月23日    | 歳の市                                        |

## 御祈祷

### 殿内祈祷
- 家内安全
- 商売繁盛
- お車のお祓い
- 安産祈願
- 初宮まいり
- 厄祓い
- 方位除け
- 七五三まいり
- 合格祈願
- 病気平癒

### 出張祭典
- 地鎮祭
- 竣工際
- 増改築清祓い
- 解体清祓い

## 交通アクセス
- 飯坂温泉駅より徒歩9分（経路案内）。